# St. Jakobus der Ältere (Goslar)

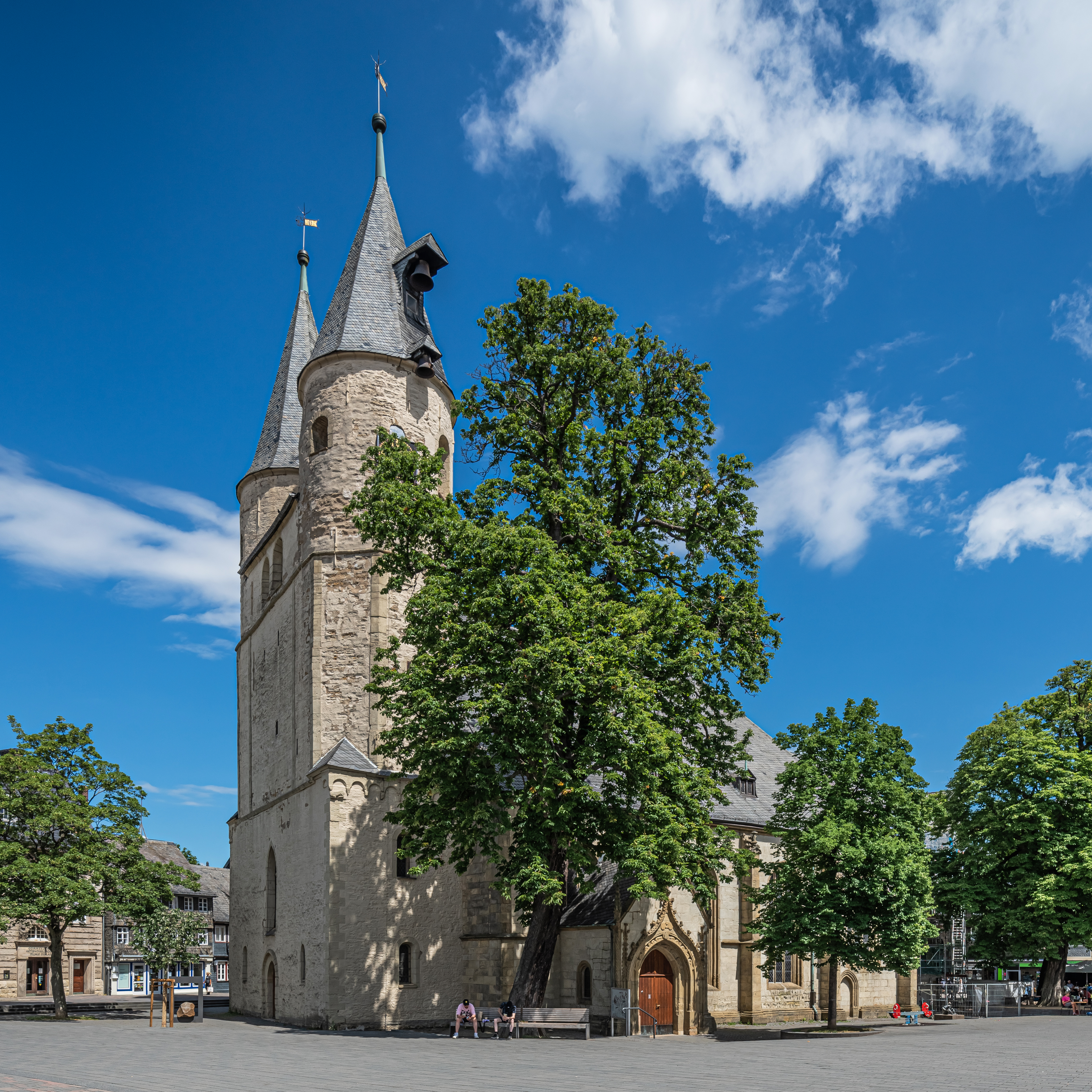
Kath. Pfarrkirche St. Jakobi

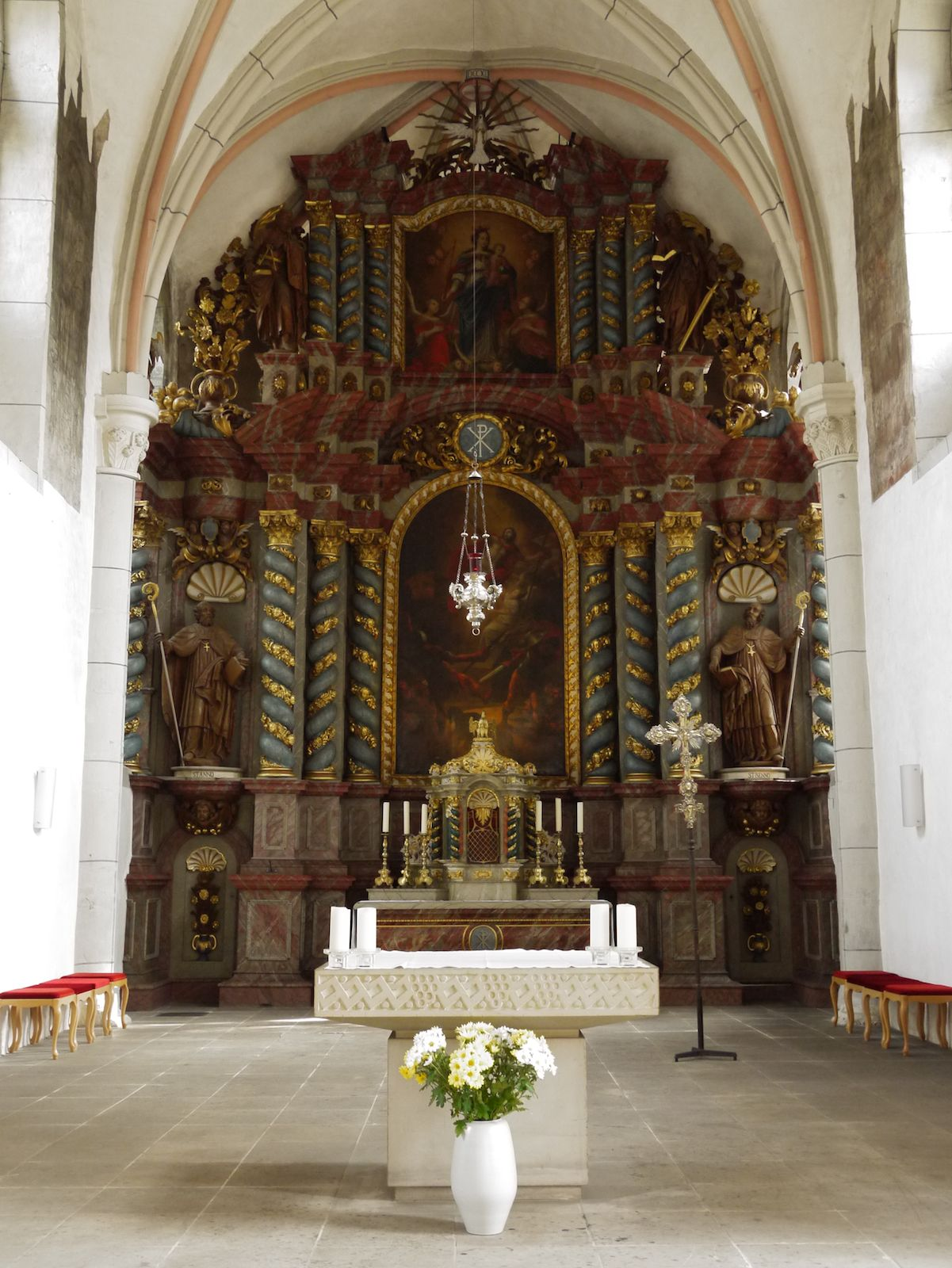
Hochaltar

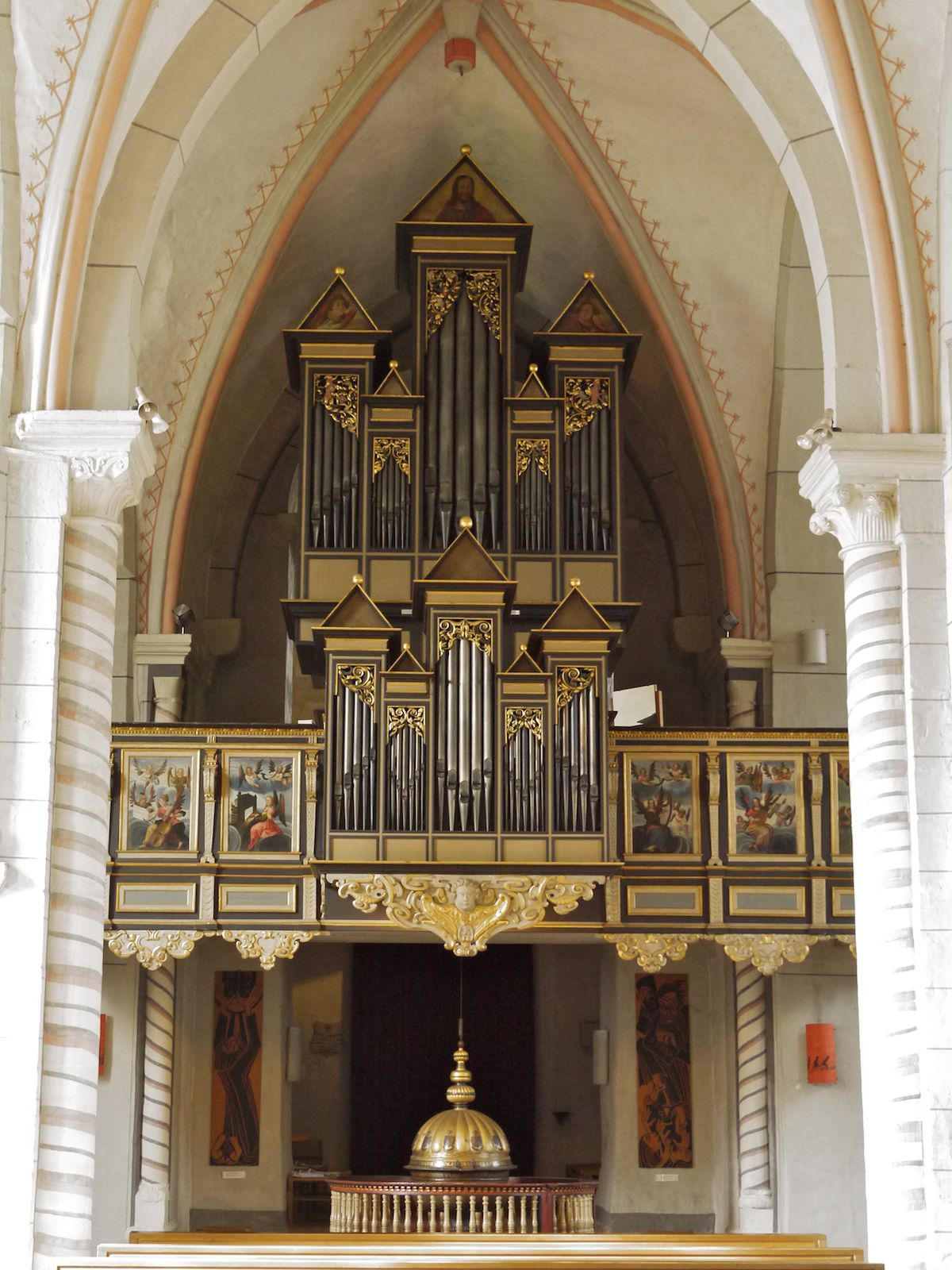
Orgel

St. Jakobus der Ältere, meist St. Jakobi oder Jakobikirche genannt, ist ein historisches Kirchengebäude in der Altstadt von Goslar und die Pfarrkirche der gleichnamigen katholischen Kirchengemeinde. Die Pfarrei ist Teil des Dekanates Goslar-Salzgitter und gehört zum Bistum Hildesheim.

## Geschichte
St. Jakobi ist nach der Stiftskirche St. Simon und Judas die zweitälteste Kirchengründung Goslars. Während die Stiftskirche Symbol kaiserlicher Macht war, entstand die Jakobikirche auf Initiative Bischof Hezilos von Hildesheim (reg. 1054–1079), um am Ostrand der Diözese bei der Kaiserpfalz bischöfliche Präsenz zu zeigen. Eine Urkunde Hezilos belegt das Vorhandensein der Kirche für das Jahr 1073. Gleichzeitig dürfte St. Jakobi von Anfang an auch Bürgerkirche gewesen sein. Das Jakobus-Patrozinium deutet auf begüterte Jakobspilger als Stifter. 
Im Hochmittelalter trat St. Jakobi hinter der jüngeren und größeren Marktkirche St. Cosmas und Damian zurück. Jakobi war jetzt die Kirche der Handwerkerzünfte.
Im 16. Jahrhundert ging von St. Jakobi ein entscheidender Impuls zur Übernahme des lutherischen Glaubens aus. 1528 forderten die Articuli Jacobitarum („Artikel der Jakobiten“) vom Rat der Stadt rasche Schritte zur Einführung der Reformation, u. a. ein öffentliches Streitgespräch zwischen dem Stadtklerus und dem Reformator Nikolaus von Amsdorf. 1529 reiste eine Goslarer Delegation zu Martin Luther und erhielt von ihm ein Unterstützungsschreiben, zugleich mit der Mahnung zu Mäßigung und Gewaltlosigkeit. Mit Amsdorfs Kirchenordnung von 1531 wurden alle Kirchen der Stadt lutherisch. 
In der Folgezeit war St. Jakobi der Marktkirchengemeinde zugeordnet und wurde zeitweise nur für Trauergottesdienste genutzt. Von einer Restaurierungsmaßnahme im Jahr 1732 berichtet eine Inschrift an der Südseite des Südturms.
Katholiken ließen sich ab dem 18. Jahrhundert wieder vereinzelt in Goslar nieder. Katholischen Gottesdienst gab es nur außerhalb der Stadt in den Augustiner-Stiften Riechenberg und Grauhof. Die Säkularisation 1803 brachte das Ende dieser Klöster. Im selben Jahr sprach die preußische Regierung die Jakobikirche den Katholiken zu. Die Kirche erhielt Ausstattungsstücke aus den aufgehobenen Klöstern. 1805 feierte Pfarrer Godehard Ontrup die erste Messe.
Die Industrialisierung des 19. Jahrhunderts ließ die Stadt und mit ihr die katholische Gemeinde wachsen. Sprunghaften Zuwachs brachte die Ostvertreibung nach dem Zweiten Weltkrieg. Jetzt wurden im Stadtgebiet weitere katholische Kirchen gebaut. 1954 erwarb die Kirchengemeinde die Villa Alberti als Gemeindehaus, bereits 1958 wurde aus dem Gebäude die Katholische Akademie St. Jakobushaus. Zum 1. Juli 2007 wurde das Dekanat Goslar aufgelöst, seitdem gehört die Pfarrgemeinde zum damals neu errichteten Dekanat Goslar-Salzgitter.
Heute hat die Pfarrei St. Jakobus der Ältere mit den drei Filialkirchen in Grauhof, Jürgenohl und Oker knapp 6.000 Mitglieder. Eine weitere Filialkirche in Sudmerberg wurde 2006 profaniert. Seit 2013 verfügt die Gemeinde über das gegenüber der Kirche befindliche Gemeindezentrum.

## Architektur
Die Jakobikirche des 11. Jahrhunderts war eine frühromanische dreischiffige, flach gedeckte Pfeilerbasilika mit Querhaus, Haupt- und zwei Nebenapsiden. Im 12. Jahrhundert erhielt sie das bis heute vorhandene Westwerk. Es ist ein skulpturengeschmückter Riegel mit zwei zweigeschossigen, achteckigen und kegelbehelmten Turmaufsätzen. Im Inneren befindet sich die Patronatsempore (darin heute die Orgel). Die Wirkung dieses Westbaus wird durch das später erhöhte Dach des Langhauses beeinträchtigt.
Um 1250 wurde die Flachdecke des Mittelschiffs durch ein Gewölbe ersetzt. Als dessen Stützen wurden den vorhandenen Pfeilern Verstärkungen und Rippen vorgelegt und kunstvolle Kapitelle im spätromanischen und frühgotischen Stil geschaffen. Wenig später wurden Chor und Apsis niedergelegt und ein größerer und höherer gotischer Chor mit polygonalem Abschluss und Maßwerkfenstern errichtet. 
Die tiefgreifendste Veränderung geschah in den Jahren 1506–1512, als das basilikale Langhaus durch Abriss der alten und Neubau breiterer und höherer Seitenschiffe in eine Hallenkirche umgewandelt wurde. Das neue Südportal wurde mit einer aufwändig gestalteten Vorhalle herausgehoben.
Verschiedene Umbaumaßnahmen um die Mitte des 18. Jahrhunderts brachten weitere Veränderungen des Erscheinungsbilds. Ein durchgehendes Dach wurde über das Langhaus gelegt und die noch vorhandenen Querhausgiebel beseitigt. Zur Verbesserung der Raumausleuchtung wurde aus allen Fenstern das Maßwerk entfernt.

## Ausstattung
Die Jakobikirche verfügt über eine umfangreiche Barockausstattung, die aus dem aufgehobenen Stift Riechenberg stammt. Dazu zählen der Hoch- und die beiden Seitenaltäre, ein Beichtstuhl und das Gestühl. Ältestes Ausstattungsstück ist die spätgotische Pietà (Hans Witten, 1520). Aus der lutherischen Zeit stammen Taufbecken, Kanzel und Orgelprospekt im Renaissancestil.
Das Orgelgehäuse stammt von 1690, die zweimanualige Schleifladenorgel hat 22 Register und wurde 1973 überarbeitet.

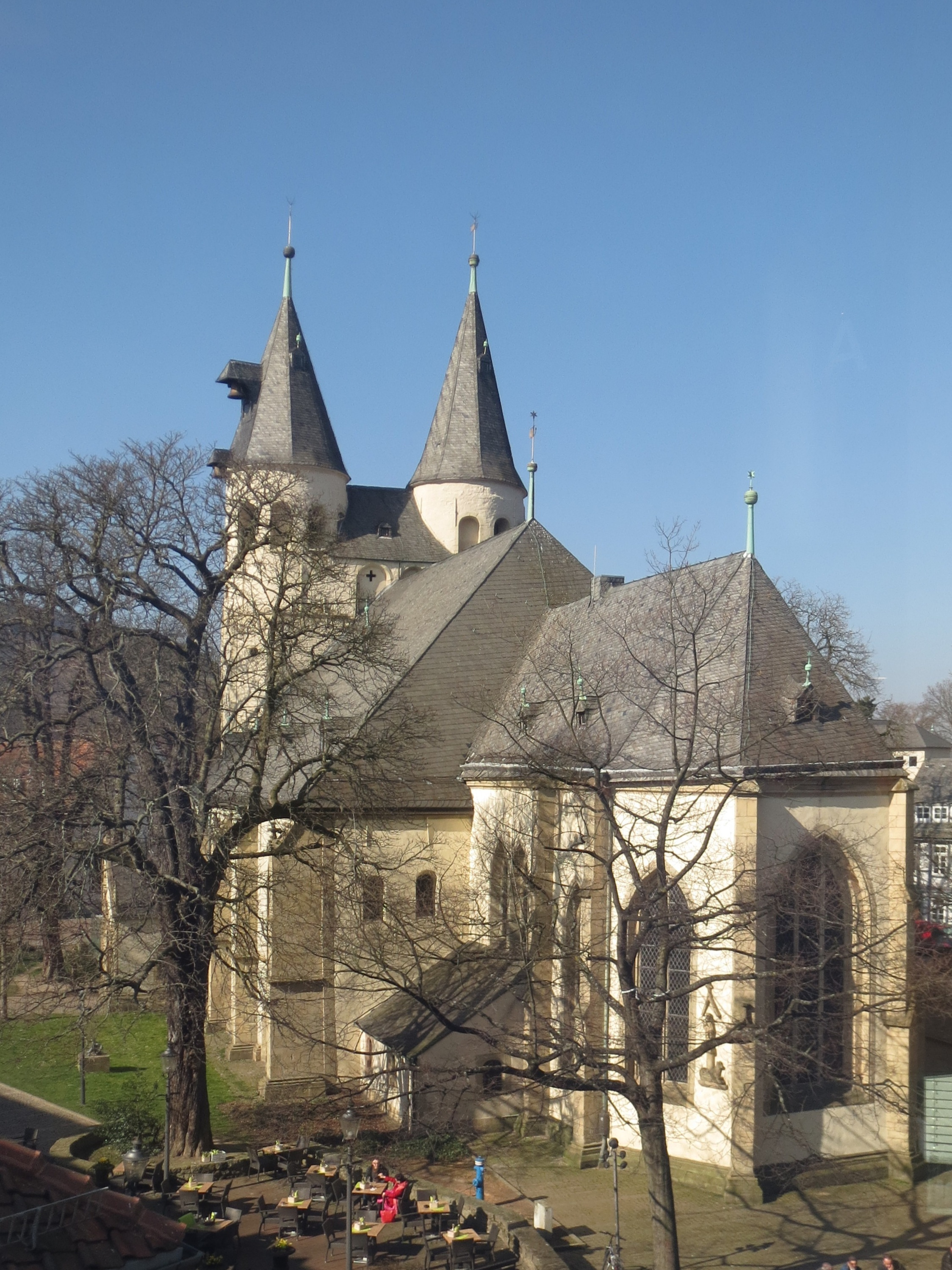
Ansicht von Südost
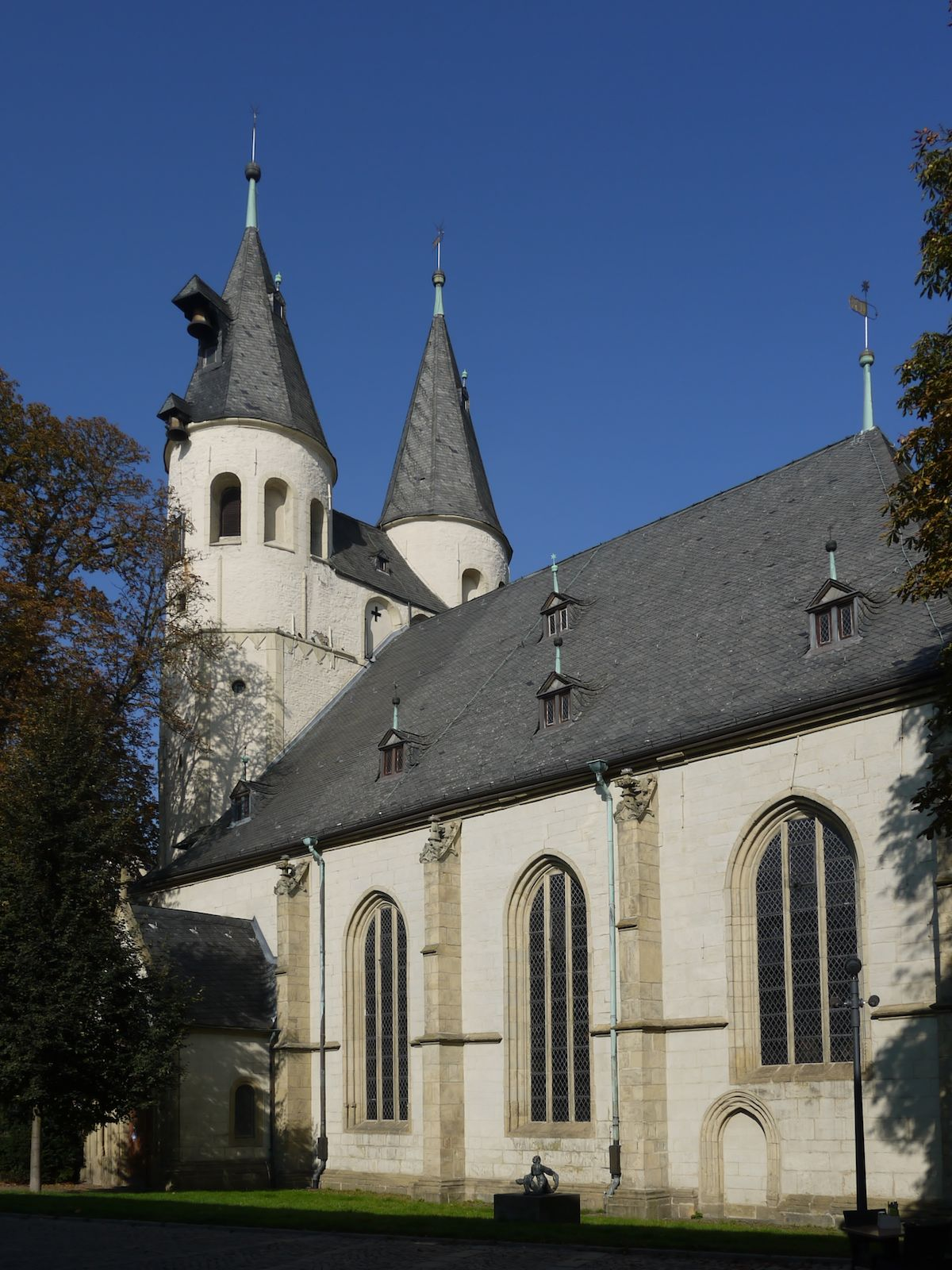
Turmfront und Südportal
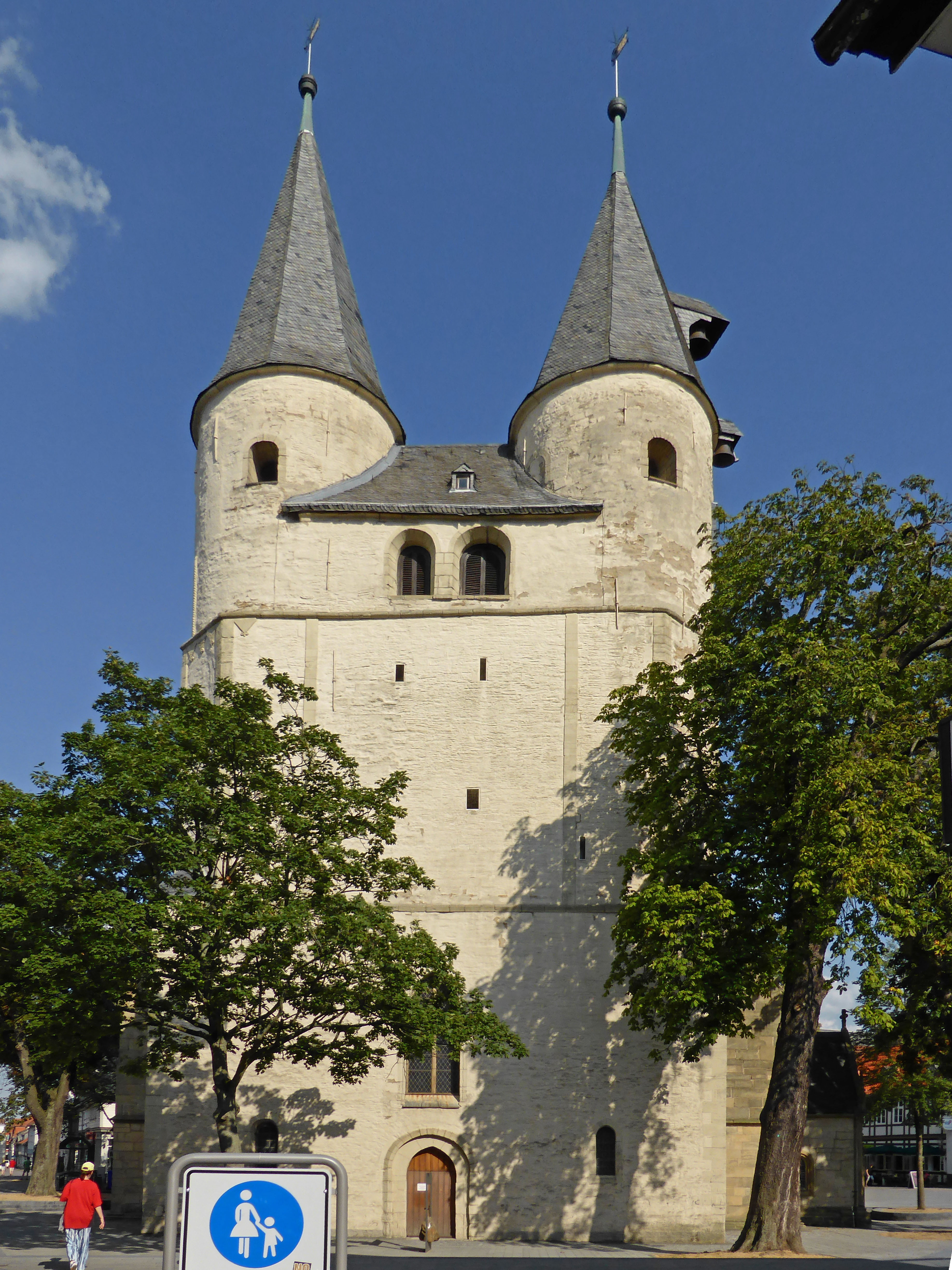
Westwerk
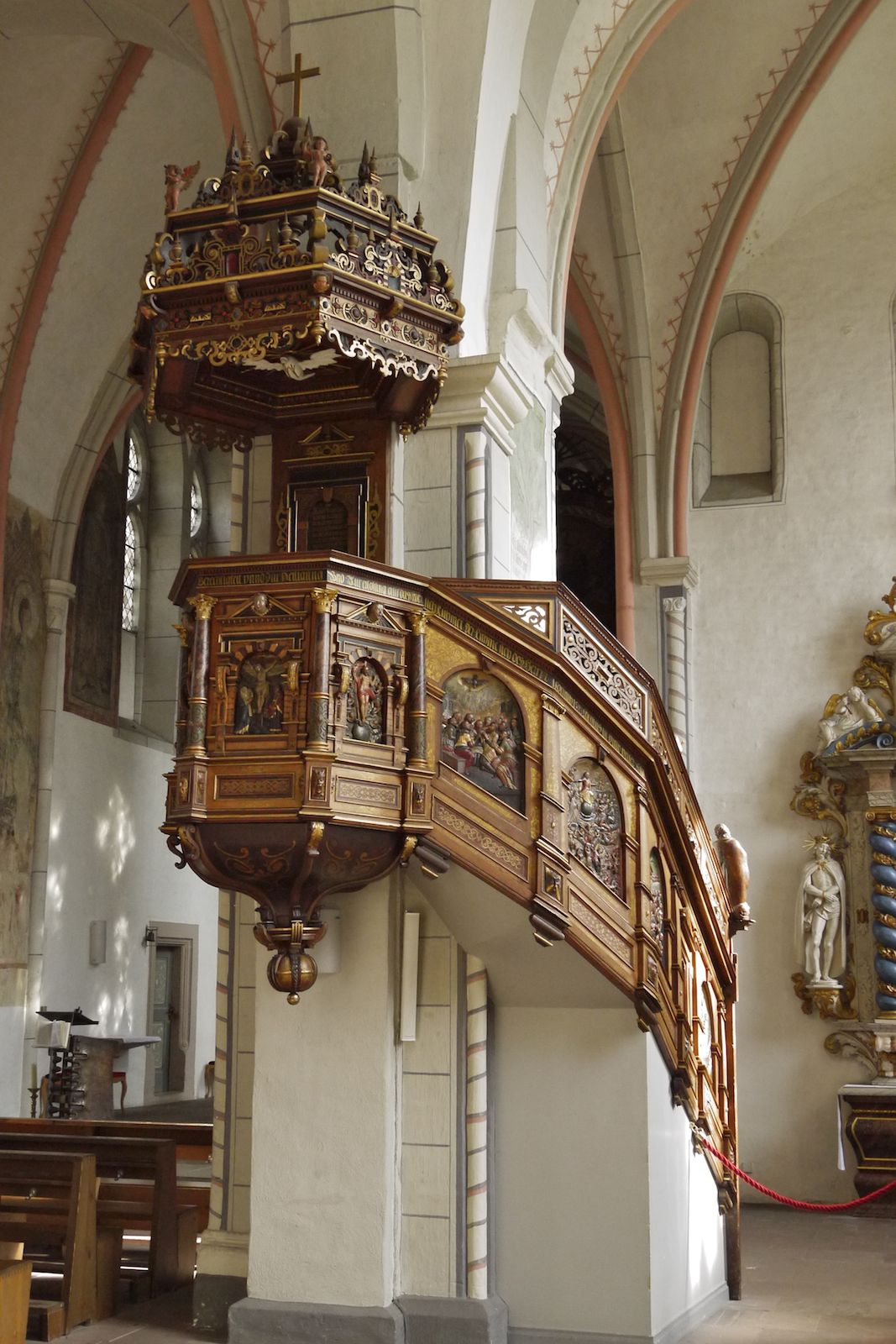
Kanzel
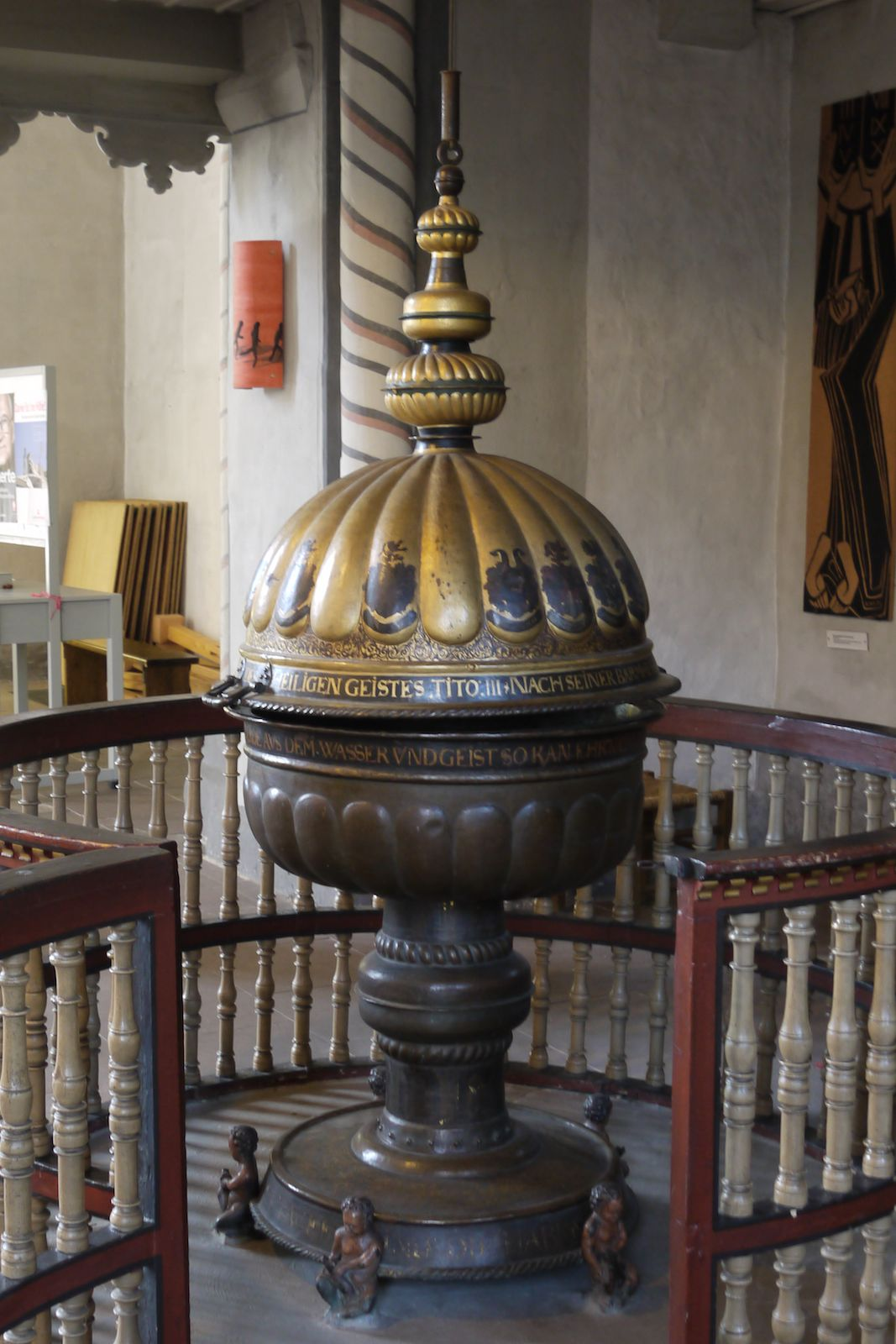
Taufbecken
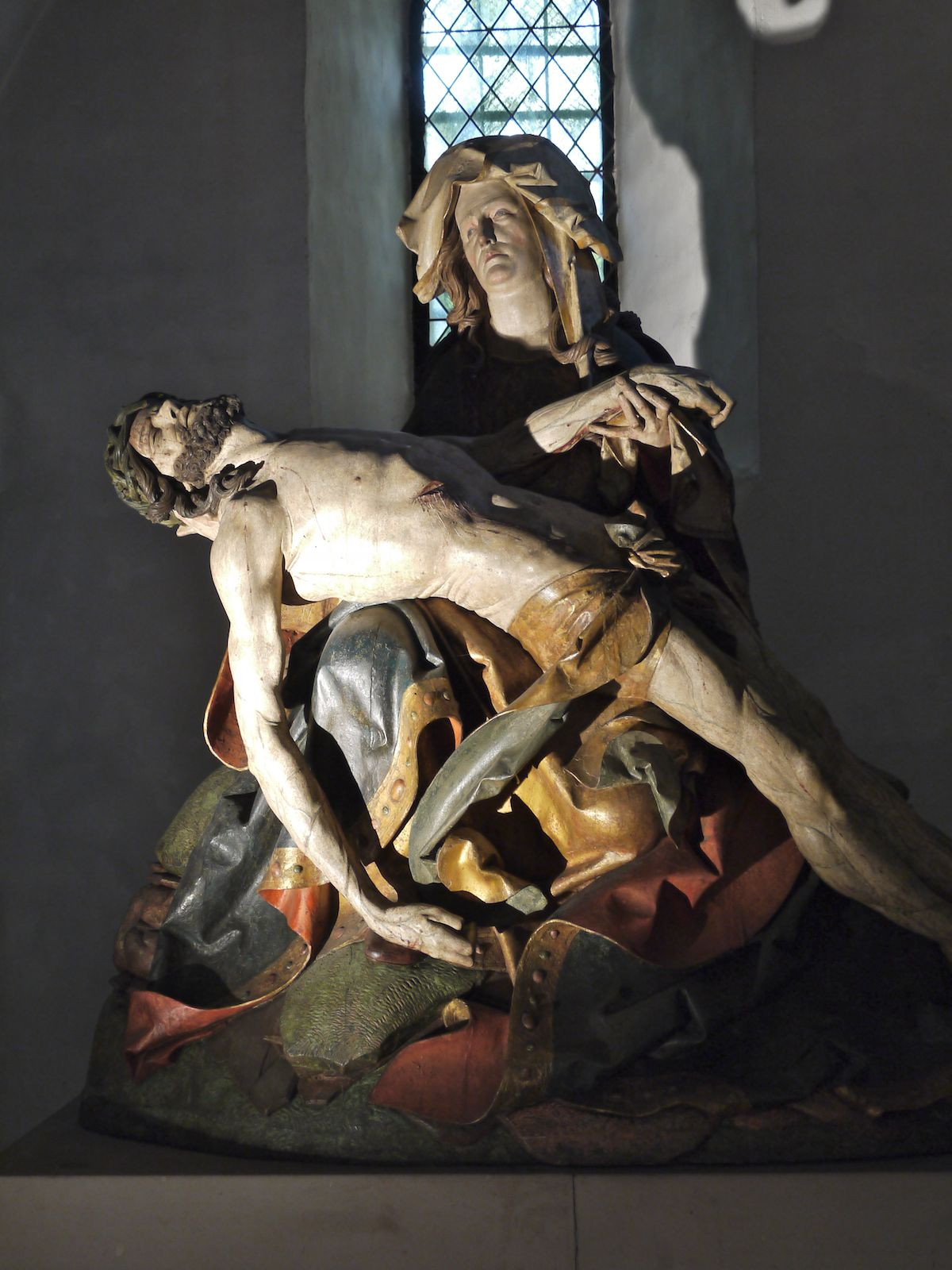
Pietà
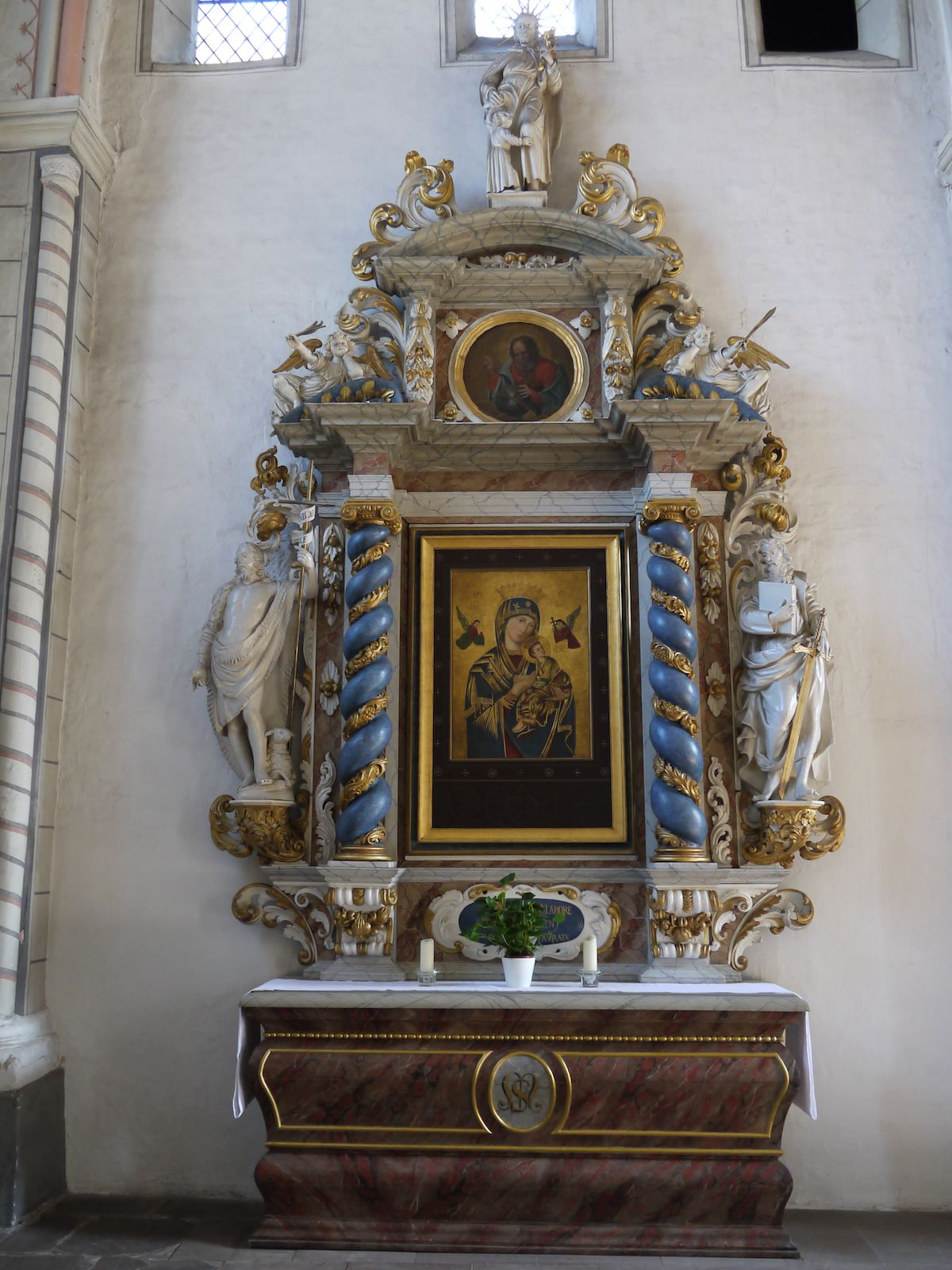
nördl. Seitenaltar
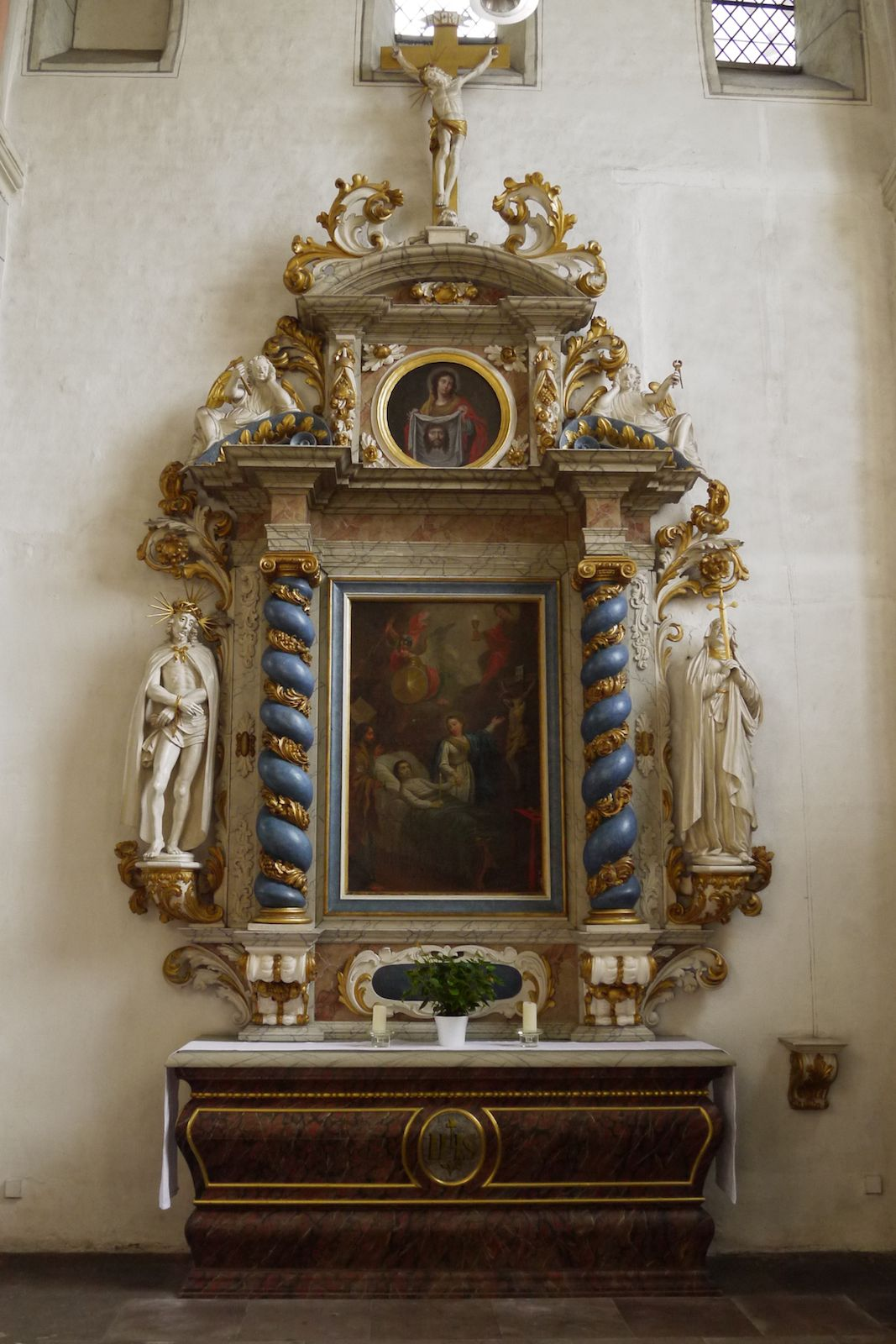
südl. Seitenaltar
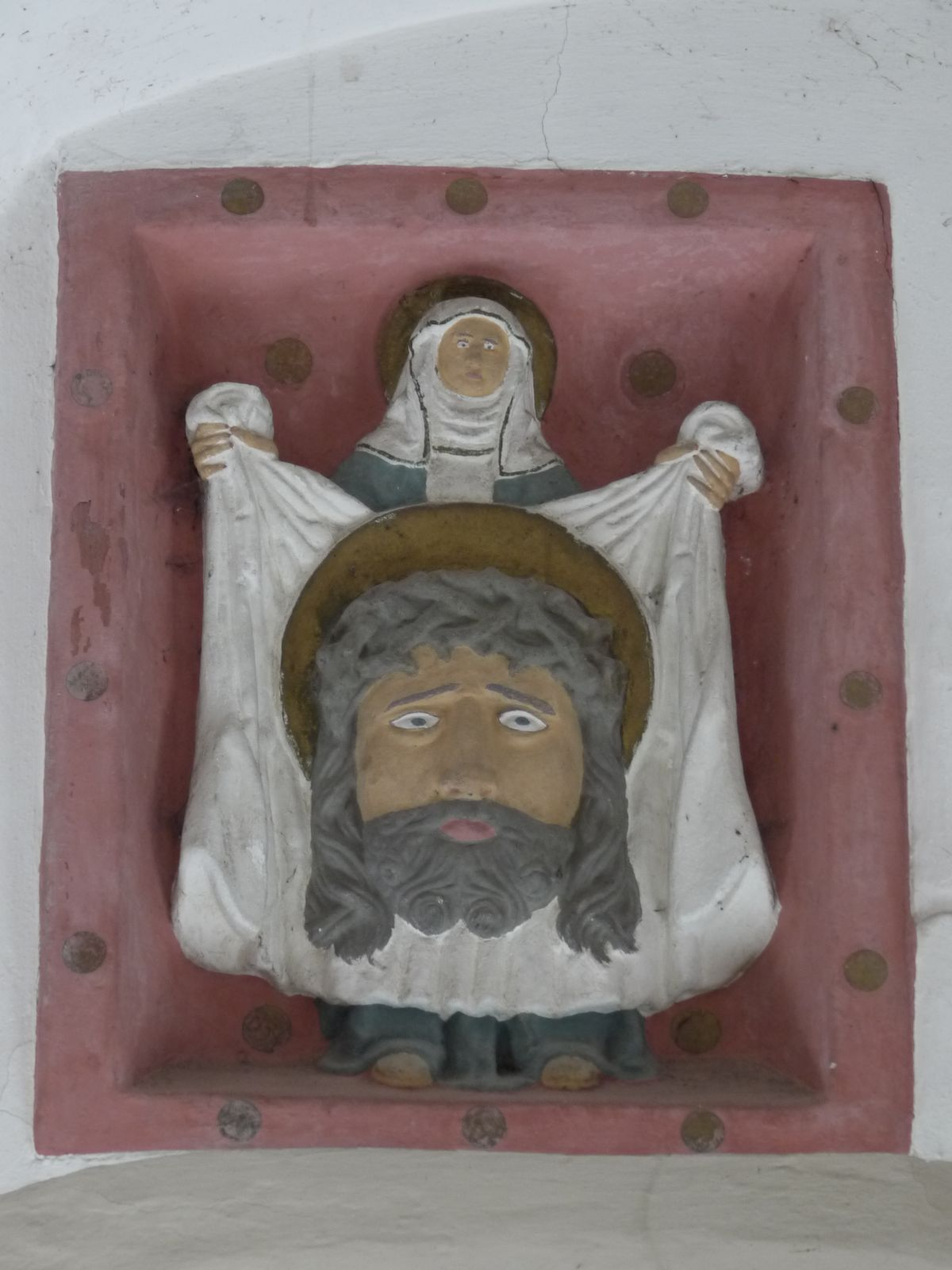
Schweißtuch der Veronika
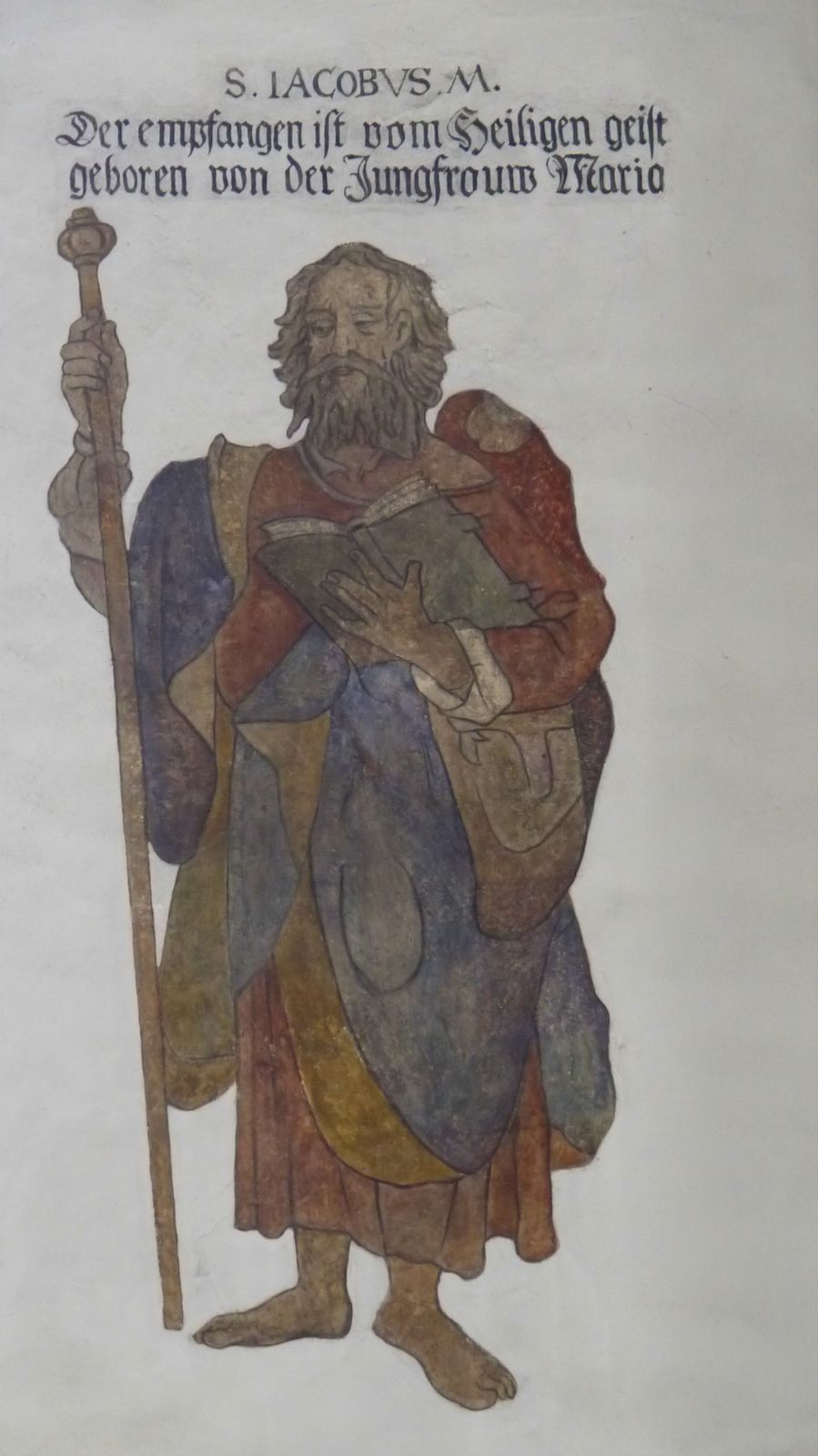
Wandbild Apostel Jakobus d. Ä.

### Glocken-Ritzzeichnungen
Die 1480 gegossene Glocke hat seltene, kunsthistorisch bedeutsame Glockenritzzeichnungen, die in einem Werk der Kunsthistorikerin Ingrid Schulze gewürdigt werden.

## Weitere katholische Einrichtungen im Einzugsgebiet der Kirche
- Kindertagesstätte St. Jakobi (Tappenstraße 27).